# Todtmoos
Todtmoos (în alemanică Dodtmis) este o comună din landul Baden-Württemberg, Germania.

## Istorie
Todtmoos a fost menționat pentru prima dată în 1267 drept o posesiune a casei de Habsburg ca parte a Austriei Anterioare. În 1319 aceasta a fost oferită Abației Sfântului Blasiu pentru a o conduce ca un vasal. În 1806, drept consecință a tratatului de la Pressburg, Todtmoos a fost dat Marelui Ducat de Baden. 